# Сомваль
Сомва́ль (фр. Sommeval) — коммуна во Франции, находится в регионе Шампань — Арденны. Департамент — Об. Входит в состав кантона Буйи. Округ коммуны — Труа.
Код INSEE коммуны — 10371.
Коммуна расположена приблизительно в 145 км к юго-востоку от Парижа, в 95 км южнее Шалон-ан-Шампани, в 17 км к юго-западу от Труа.

## Население
Население коммуны на 2008 год составляло 321 человек.
| 1962 | 1968 | 1975 | 1982 | 1990 | 1999 | 2008 |
| ---- | ---- | ---- | ---- | ---- | ---- | ---- |
| 157  | 144  | 163  | 235  | 235  | 278  | 321  |

## Администрация
| Период | Период | Фамилия         | Партия | Примечания |
| ------ | ------ | --------------- | ------ | ---------- |
| 2001   | 2008   | Жан-Клод Карет  |        |            |
| 2008   |        | Женевьева Рюсак |        |            |

## Экономика

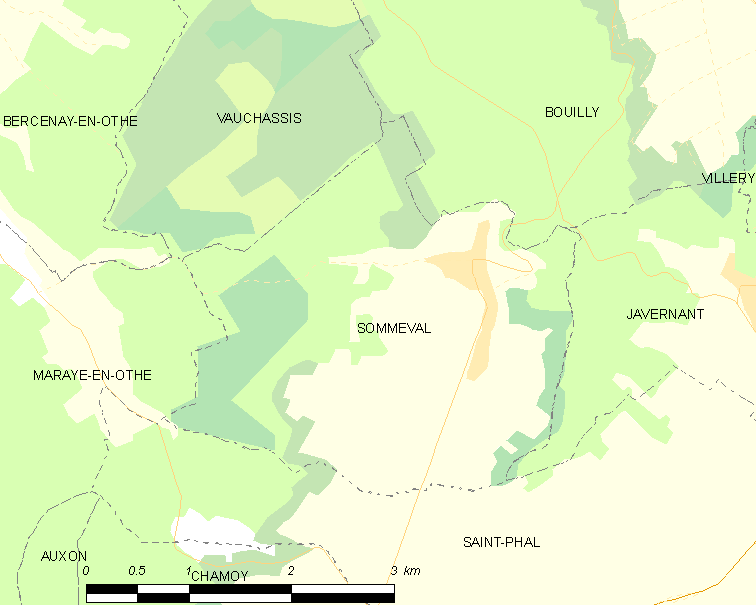
Карта коммуны

В 2007 году среди 218 человек в трудоспособном возрасте (15—64 лет) 167 были экономически активными, 51 — неактивными (показатель активности — 76,6 %, в 1999 году было 75,1 %). Из 167 активных работали 153 человека (77 мужчин и 76 женщин), безработных было 14 (7 мужчин и 7 женщин). Среди 51 неактивных 19 человек были учениками или студентами, 17 — пенсионерами, 15 были неактивными по другим причинам.